# Schaltschrankklimatisierung
Die Schaltschrankklimatisierung bzw. die Gehäuseklimatisierung soll die im Schaltschrank oder im Gehäuse eingebauten elektronischen Komponenten von schädlichen Umgebungseinflüssen wie Staub, Feuchtigkeit und Temperatur schützen. Der Begriff wird vorwiegend für Maßnahmen zu Wärmeabfuhr verwendet.

## Passive und aktive Klimatisierung

### Passive Klimatisierung
Als passive Klimatisierung bezeichnet man die natürliche Wärmeabfuhr ohne Hilfe von Zusatzgeräten. Bei geschlossenen Gehäusen geschieht die Wärmeabfuhr durch die Gehäusewände. Bei offenen Gehäusen findet zusätzlich dazu ein Luftaustausch durch die Luftein- und Luftaustrittsöffnungen statt (natürliche Konvektion, d. h. ohne Einsatz von Lüftern). Die Voraussetzung für die passive Klimatisierung ist, dass die Umgebungstemperatur niedriger ist als die gewünschte Innentemperatur.
Beispiele für Maßnahmen um die passive Klimatisierung zu verbessern sind
- Anbringen von Lüftungsschlitzen in den Gehäusewänden
- thermische Kopplung von heißen Komponenten direkt an die Gehäusewand

### Aktive Klimatisierung
Wenn die passive Klimatisierung nicht ausreicht, muss die Wärme durch Zusatzgeräte gezielt aus dem Gehäuse abgeführt werden. Dazu werden eingesetzt:
- Filterlüfter oder Dachlüfter
- Luft/Luft-Wärmeübertrager
- Luft/Wasser-Wärmeübertrager
- Kühlgeräte

## Komponenten der Klimatisierung
Für die Wahl der Komponenten ist es entscheidend, ob die Geräte offen, d. h. luftdurchlässig, oder geschlossen, d. h. luftundurchlässig, sind. Während die Wärme bei offenen Geräten über einen Luftstrom abgeleitet werden kann, ist es bei geschlossenen Geräten nur über die Gehäusewände oder mit Hilfe eines Wärmeübertragers möglich. Ob ein Gerät offen oder geschlossen konzipiert wird, hängt in erster Linie von der verlangten Schutzart gemäß DIN EN 60 529: 2009-9 ab.

### Schaltschrank-Oberfläche
Die Wärmeabfuhr durch die geschlossene Schaltschrankoberfläche (passive Klimatisierung) hängt von der Aufstellungsart des Schrankes, vom Wärmedurchgangskoeffizient der Wände und von der Differenz zwischen der Innen- und Außentemperatur ab. Für die Abschätzung wird die folgende Formel verwendet:
{\displaystyle Q=U\cdot A\cdot (T_{i}-T_{u})}
Q: Wärmeabgabe der Schrankoberfläche (in W)
U: Wärmedurchgangskoeffizient (in W/(m2·K))
A: effektive Schrankoberfläche (in m2)
{\displaystyle T_{i}}: Gehäuseinnentemperatur (in °C)
{\displaystyle T_{u}}: Außentemperatur (in °C)
Diese Formel berücksichtigt nicht die Temperatur- und Luftstromverteilung im Schrank, sie verwendet nur eine Innen- und eine Außentemperatur und einen pauschalen Wert für den Wärmedurchgangskoeffizient. Sie eignet sich deshalb nur für eine pauschale Abschätzung. Für genauere Berechnung der Temperatur- und Luftstromverteilung in einem Schaltschrank werden Methoden der numerischen Strömungssimulation verwendet.
Wärmedurchgangskoeffizienten üblicher Schaltschrankwände:
- Stahlblech lackiert: U=5,5 W/(m2·K)
- Stahlblech rostfrei: U=4,5 W/(m2·K)
- Aluminium: U=12,0 W/(m2·K)
- Aluminium doppelwandig: U=4,5 W/(m2·K)
- Polyester: U=3,5 W/(m2·K)
- Edelstahl rostfrei: U=3,7 W/(m2·K)

#### Effektive Schaltschrankoberfläche
Mit der effektiven Schaltschrankoberfläche wird die Aufstellungsart des Schrankes berücksichtigt. Ein Gehäuse, das allseitig frei in einem Raum steht, kann mehr Wärme abgeben als ein Gerät, das an einer Wand oder in einer Nische aufgestellt wird. Die Formeln zur Berechnung der effektiven Schrankoberfläche sind in DIN VDE 0660 Teil 500 festgelegt.
| Gehäuse-Aufstellungsart nach DIN VDE 0660 Teil 500     | Berechnungsformel der effektiven Schaltschrankoberfläche             |
| ------------------------------------------------------ | -------------------------------------------------------------------- |
| Einzelgehäuse allseitig freistehend                    | {\displaystyle A=1{,}8\cdot H\cdot (B+T)+1{,}4\cdot B\cdot T}        |
| Einzelgehäuse für Wandaufbau                           | {\displaystyle A=1{,}4\cdot B\cdot (H+T)+1{,}8\cdot T\cdot H}        |
| Anfangs-Endgehäuse freistehend                         | {\displaystyle A=1{,}4\cdot T\cdot (H+B)+1{,}8\cdot B\cdot H}        |
| Anfangs-Endgehäuse für Wandanbau                       | {\displaystyle A=1{,}4\cdot H\cdot (B+T)+1{,}4\cdot B\cdot T}        |
| Mittelgehäuse freistehend                              | {\displaystyle A=1{,}8\cdot B\cdot H+1{,}4\cdot B\cdot T+T\cdot H}   |
| Mittelgehäuse für Wandanbau                            | {\displaystyle A=1{,}4\cdot B\cdot (H+T)+T\cdot H}                   |
| Mittelgehäuse für Wandanbau mit abgedeckter Dachfläche | {\displaystyle A=1{,}4\cdot B\cdot H+0{,}7\cdot B\cdot T+T\cdot H}   |
|                                                        | B = Schaltschrankbreite H = Schaltschrankhöhe T = Schaltschranktiefe |

#### Beispiele
Ein frei stehender geschlossener Schaltschrank mit Stahlwänden, mit den Abmessungen (Höhe × Breite × Tiefe) von 2,2 m × 0,6 m × 0,6 m, der in einem Raum mit der Temperatur von 20 °C aufgestellt ist und dessen mittlere Innentemperatur 40 °C beträgt, gibt über seine Wände folgende Wärmeleistung ab:
{\displaystyle Q=5{,}5\,\mathrm {W/(m^{2}K)} \cdot 5{,}256\,\mathrm {m} ^{2}\cdot (40\,^{\circ }\mathrm {C} -20\,^{\circ }\mathrm {C} )=578{,}16\,\mathrm {W} }
Wenn derselbe Schrank in der Mitte einer Schrankreihe aufgestellt wird, ist seine Wärmeabgabe niedriger:
{\displaystyle Q=5{,}5\,\mathrm {W/(m^{2}K)} \cdot 4{,}200\,\mathrm {m} ^{2}\cdot (40\,^{\circ }\mathrm {C} -20\,^{\circ }\mathrm {C} )=462{,}00\,\mathrm {W} }

### Filterlüfter

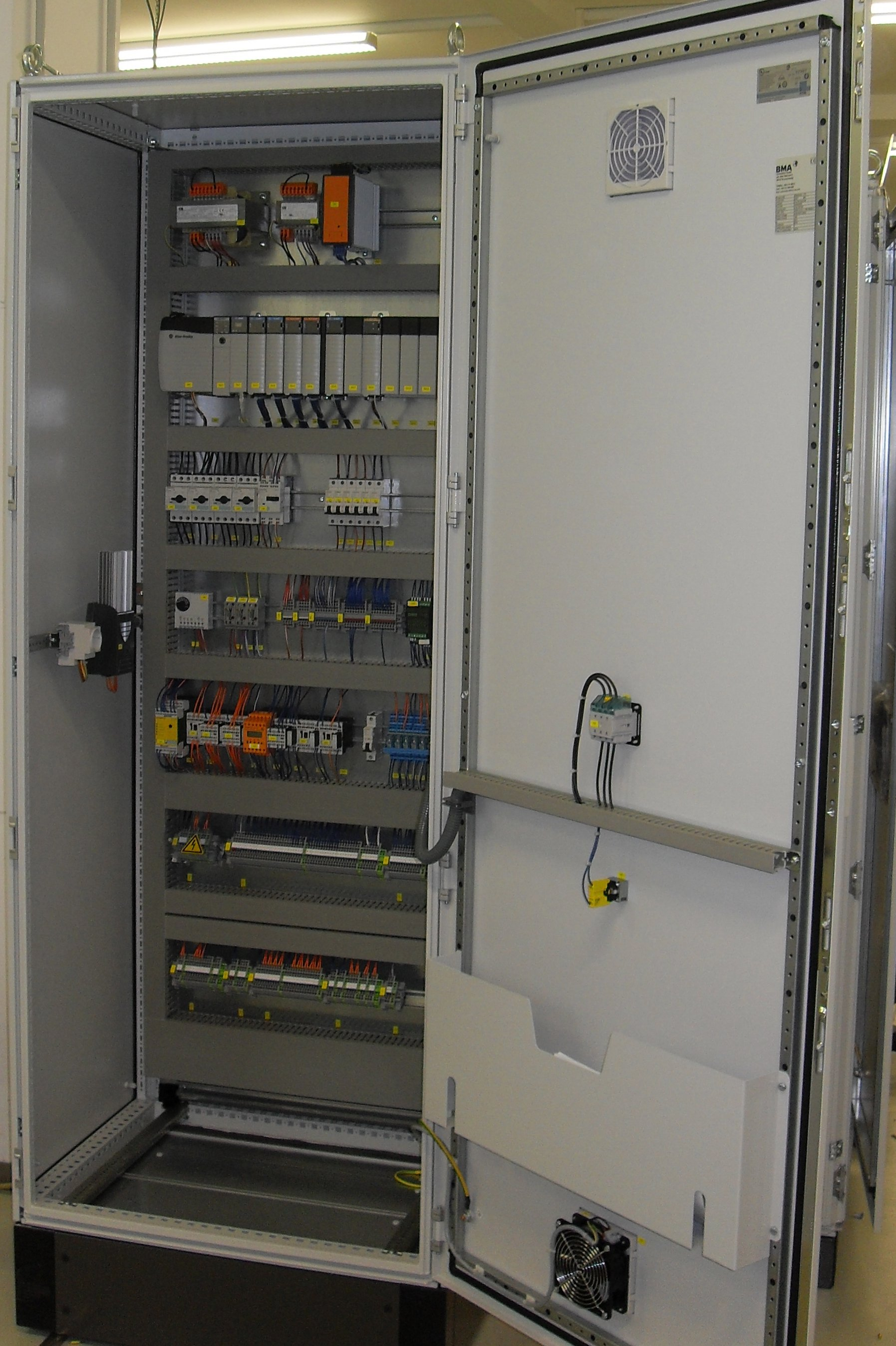
Schaltschrank mit Filterlüfter (unten in der Tür)

Eine kostengünstige Möglichkeit der aktiven Schaltschrankklimatisierung sind die Filterlüfter. Voraussetzung für ihren Einsatz ist, dass die Schaltschrank-Umgebung relativ sauber ist. Die Umgebungstemperatur muss unter der gewünschten Schrank-Innentemperatur liegen.

### Luft/Luft-Wärmeübertrager
Luft/Luft-Wärmeübertrager werden eingesetzt, wenn aufgrund der Schutzart der Schaltschrank geschlossen sein muss. Die Umgebungstemperatur muss auch hier niedriger als die gewünschte Innentemperatur liegen. Damit der Wärmeübertrager effektiv arbeitet, werden mindestens 10 K Temperaturdifferenz empfohlen.
Die erwärmte Innenluft wird im oberen Bereich des Schrankes von einem Ventilator angesaugt und durch den Wärmeübertrager geführt. Im Gegenstromprinzip strömt Außenluft, von einem separaten Ventilator angesaugt, durch den Wärmeübertrager. Die abgekühlte Innenluft verlässt den Wärmeübertrager und wird wieder in den Schrank hineingeblasen. Die Wärmeübertragung erfolgt ohne direkten Kontakt der Luftströme untereinander. Staub, Feuchtigkeit oder Schmutz können nicht in den Schrank gelangen.
Die Leistungsfähigkeit der Luft/Luft-Wärmeübertrager wird charakterisiert durch die Kenngröße spezifische Wärmeleistung. Sie gibt an, welche Wärmeleistung das Gerät pro Grad Temperaturdifferenz zwischen Innen und Außen abführen kann.

### Luft/Wasser-Wärmeübertrager
Luft/Wasser-Wärmeübertrager (siehe auch Wasserkühlung) erreichen im Vergleich zu den Luft/Luft-Wärmeübertragern hohe Kühlleistungen bei sehr geringem Platzbedarf. Sie werden für die Schaltschrankkühlung dann eingesetzt, wenn die abzuführenden Wärmeleistungen sehr hoch sind oder wenn die Innentemperatur bis unter die Umgebungstemperatur abgesenkt werden soll.
Ähnlich wie beim Luft/Luft-Wärmeübertrager wird die erwärmte Innenluft von einem Ventilator angesaugt und in den Wärmeübertrager geführt. Die Wärme wird vom Wasser als Kühlmedium aufgenommen und durch eine Wasserrücklaufleitung an einen entfernten Ort transportiert. Auf diese Art lassen sich ganze Schrankreihen kühlen. Voraussetzung für den Einsatz von Luft/Wasser-Wärmeübertragern ist, dass ein geschlossener Kühlwasserkreislauf zur Verfügung steht.
Die Leistungsfähigkeit der Luft/Wasser-Wärmeübertrager hängt zum einen von der Differenz der Gehäuseinnentemperatur und der Wasser-Eintrittstemperatur und zum anderen vom Volumenstrom des durchfließenden Wassers ab. Die Luft/Wasser-Wärmeübertrager werden durch ein Kennlinienfeld charakterisiert, aus dem man die Kühlleistung für die spezifische Anwendung ablesen kann.

### Kühlgeräte
Bei großen abzuführenden Wärmemengen werden auch Schaltschrankkühlgeräte eingesetzt. Sie arbeiten mit einer Kompressionskältemaschine. Die erwärmte Innenluft wird von einem Ventilator angesaugt und über einen Verdampfer geführt, wo sie ihre Wärme an das Kältemittel abgibt. Auf diese Weise abgekühlt, wird sie dann wieder in den Schrank zurückgeleitet. Die Kühlgeräte verfügen über einen Kondensatablauf.

### Schaltschrankheizung
Schaltschränke für den Einsatz in unbeheizten Räumen oder im Außenbereich werden oft mit Heizung ausgestattet. Sie soll die Bildung von Kondenswasser verhindern. Bei Außenanwendungen soll darüber hinaus ein zu starkes Absinken der Bauteiletemperatur verhindert werden.